# Islisberg
Islisberg est une commune suisse du canton d'Argovie, située dans le district de Bremgarten.

Vue aérienne (1950)